# 塔布河
塔布河，位于中华人民共和国内蒙古自治区中部的一条河，源流称召沟或召河，发源于包头市固阳县银号镇大庙村大南沟西南山顶，向北流至腮林忽洞转东北流，经呼和浩特市武川县二份子乡白彦花村、黑沙图村、双玉城村、包头市达尔罕茂明安联合旗石宝镇、希拉穆仁镇、乌兰察布市四子王旗大黑河乡、吉生太镇等地，于红格尔苏木转西北流，经巴音敖包苏木，于江岸苏木分为左右两汊：左汊至呼和德日素以北入呼和诺尔，右汊向北流入查干淖尔，经该湖调节后再流入呼和诺尔。河长314千米，流域面积10482.74平方千米，河道平均比降2.58‰。塔布河河谷开阔，河槽宽浅，水量不丰，全河有间断干河段。
在2019年公布的武川县塔布河、小黑河、抢盘河河湖管理范围中，塔布河武川县境内河长41.5千米。
在2021年四子王旗人民政府发布河湖管理范围划定成果的公告中，划定的塔布河管理范围边界线长度为439.46千米（左岸210.91千米，右岸228.55千米），面积111.66平方千米。